# Les Mousquetaires
Les Mousquetaires er en fransk detailhandelskoncern. De har hovedkvarter i Bondoufle, Île-de-France. Virksomhedens årsomsætning er på 45 mia. euro, og der er 112.000 ansatte.
De kendes bedst for dagligvarekæden Intermarché, men også supermarkedskæden Netto, byggemarkedskæden Bricomarché, biludstyrskæden Roady, restaurantkæden Poivre Rouge, tøjbutikskæden Vêti og conveniencekæden Le Relais des Mousquetaires.